# Jim Jones
James Warren „Jim“ Jones (13. května 1931 Crete v Indianě – 18. listopadu 1978 Jonestown) byl zakladatel sekty Chrám lidu (anglicky Peoples Temple), propagátor rasové snášenlivosti a levicových myšlenek. 18. listopadu 1978 nařídil přítomným více než devíti stům členům své sekty hromadnou sebevraždu. Téhož dne zemřel i on.

## Život
Jim Jones se narodil 13. května 1931 v městečku Crete ve státě Indiana rodičům Jamesi Thurmanovi Jonesovi a Lynettě Putnamové-Jonesové. Jeho otec byl veterán z 1. světové války a ve Velké hospodářské krizi (kdy se rodina přestěhovala do Lynnu) přišel o zaměstnání a později práci již nesehnal, což kompenzoval pijáctvím. Jonesova matka tak musela živit celou rodinu a na výchovu dětí jí nezbývalo tolik času. Sám Jones v jednom magnetofonovém záznamu na dětství vzpomíná jako na dobu, kdy byl „chudý” a „nechtěný,” jeho někdejší spolužáci jej popisují jako zvláštního chlapce, který se od útlého věku zajímal o smrt a náboženství. V Lynnu, asi tisícovém městečku v Indianě, žil Jones do roku 1965.
V 50. letech 20. století vystudoval vysokou školu v Richmondu v Indianě posléze se stal kazatelem, ale veřejné projevy mu byly blízké již v dětství, kdy řečnil na pohřbech domácích zvířat svých vrstevníků, která zakopávali poblíž prostě vybavené venkovské boudy svých rodičů.

## Chrám lidu
4. dubna 1955 Jones založil sektu Chrám lidu, která si díky jeho charizmatu získala nemalý počet členů. Konkrétně v druhé polovině 60. let se jejich počet rozrostl z původních asi 80 na 20 tisíc v době svého největšího rozmachu.
Jones sám sebe označoval za inkarnaci řady osobností, mimo jiné Ježíše, Buddhy či Lenina (zastával myšlenku být tím, za co ho členové jeho církve chtějí mít). Zprvu měl blízko ke křesťanství, ale postupně se začal křesťanskému učení vzdalovat. Jonesovo učení bylo ovlivněno do značné míry i myšlenkami komunismu či utopie, ve které svoji církev provede nebezpečenstvími okolního kapitalismu.

### Jones a rasová snášenlivost
V rámci své sekty propagoval myšlenky rasové rovnosti a sociální spravedlnosti. Z tohoto úhlu pohledu byly Jonesovy názory v předvoji protisegregační vlny, které přibližně ve stejné době začali zastávat Rosa Parks nebo Martin Luther King. Jim Jones ve svých kázáních i svým každodenním životem nerozděloval lidi podle barvy pleti a podle výpovědi členů jeho sekty byl velmi empatický k problémům afroamerické komunity (jeden z nich Chrám lidu dokonce nazval „černou církví s bílým kazatelem”). Černoši tak tvořili většinu členů jeho církve/sekty; naopak, ve vedení církve převládali běloši. V kontextu poloviny 50. let středovýchodního státu Indiana však na tyto názory ještě „neuzrál čas,“ tak se Jones, jeho „ovečky” a jeho mše stávaly i předmětem pomluv a různé kritiky. To byl jeden z aspektů rozhodnutí změnit působiště sekty. Jones byl velkým propagátorem rasově smíšených manželství.

### Stěhování církve
V roce 1967 přemístil Jones svou sektu z Indianapolisu do Ukiah v Kalifornii, kde členové jeho sekty žili ve skromné, takřka soběstačné venkovské komunitě, kde tvrdě pracovali, obhospodařovali vinice a pole jiných plodin a sdíleli společný majetek.
V 60. letech církev Chrámu lidu disponovala (údajně sedmi) dálkovými autobusy, prostřednictví kterých podnikala pravidelné cesty napříč většinou Spojených států, aby Jones mohl efektivněji šířit svoje myšlenky a církev samotná nabírat nové členy. Každý, kdo do Chrámu lidí přišel, odevzdal veškerý svůj majetek do společného vlastnictví. Protihodnotou (zvlášť zajímavou pro starší členy) bylo, že se o ně ostatní členové starali.
V roce 1971 Jones znovu změnil názor a přestěhoval komunitu do San Francisca, kterážto metropole v té době byla největším západopobřežním „vroucím kotlem” protestů proti válce ve Vietnamu, segregaci aj.. Zde se stal dokonce členem tamní bytové komise. V té době již dokázal soustředit určitou část politické (nebo spíše komunální) moci, jedním z jejích projevů bylo doporučení volit místního kandidáta (George Mosconiho), kde hlasy disciplinovaných členů Chrámu církve de facto rozhodly o jeho zvolení.

## Jonestown
V průběhu první poloviny 70. let se Jonese pomalu začala zmocňovat úzkost až paranoia z toho, že jej a jeho církev se někdo z vlády snaží zničit a hledal místo, kam by se mohl uchýlit. Od roku 1974 začal v jihoamerickém státě Guyana, po předchozí dohodě s tamní vládou, budovat na 3800 akrech spolu s nejvěrnějšími členy jeho církve uprostřed džungle osadu jménem Jonestown. Ta měla být realizací komunistické utopie odříznuté od okolní civilizace a místem soužití lidí různých ras. Společným jmenovatelem osady v Jonestownu pro její obyvatele však byla tvrdá převážně zemědělská práce všech lidí v této komunitě, modlitby a posledních několik měsíců před tragédií i neustálé Jonesovo kázání ze záznamu, pouštěné do amplionů umístěných všude kolem osady.

### Skandál
V létě 1977 o Jimu Jonesovi a Chrámu lidu vyšlo na povrch několik skandálů, (spočívaly především ve způsobu, kterým samotný kazatel nabádal své „ovečky” k hostilitě a ponižování ostatních členů, kteří se něčím provinili nebo naznačili, že by chtěli ze sekty vystoupit). To vedlo ke ztrátě velkého množství členů. Obvinění proti Jonesovi ovšem zahrnovala i sexuální zneužití (jak žen, z nichž nejmladší bylo šestnáct, tak mužů) a zejména článek Inside Peoples Temple Marshalla Kikloffa a Phida Traceyho v U. S. Magazine volal po tom, aby byl Jim Jones vyšetřován, což povzbudilo dvě členky sekty, aby proti Jonesovi veřejně vystoupily a další, kteří začali odpovídat na dotazy dalších novinářů o poměrech v církvi. V toto pro něj napjaté a nepříznivé období se Jim Jones (6 hodin před tím, než měl tento článek vyjít) rozhodl k náhlému a rychlému přesunu, kdy tentokráte s více než tisícem členů odcestoval do Guyany bez výhledu na nějaký brzký návrat.
Bývalí členové sekty informovali úřady o poměrech v sektě, kde se praktikovalo brutální bití a vraždy[zdroj?], a také o plánu hromadné sebevraždy. Jejich obvinění byla příliš strašná, aby jim někdo uvěřil a začal se jimi zabývat, nicméně dobře organizovanou dopisní kampaní, kterou oslovovali místní zákonodárce, se jim podařilo vzbudit pozornost kongresmana Leo Ryana.
Na základě obvinění ze strany příbuzných obyvatel Jonestownu z USA Ryan podnikl 17. listopadu 1978 pátrací misi do Guyany, která měla zjistit skutečný stav v osadě. V průběhu večera se dvěma členům sekty podařilo předat novinářům a kongresmanovi lístek se vzkazem, že chtějí z osady odejít. Když s tím Ryan Jonese konfrontoval, odpověděl: „…prostě nás nechte být, odejděte – nikomu zde neubližujeme.“

## 18. listopadu 1978
V průběhu následujícího dne se ke členům církve, kteří chtěli pryč, přidali další a především o tom začali otevřeně mluvit do kamery přítomných novinářů, jež dělali kongresmanovi doprovod. Před odletem z Jonestownu, se tak k Ryanovi přidalo asi 20 členů sekty, kteří se chtěli vrátit domů. Podle výpovědí přeživších následné tragédie v tu dobu přijelo několik blíže neurčených vojáků, kteří zaujali pozici paralelně k přistávací ploše u osady, na které stálo senátorovo letadlo (sám Jones měl údajně po ruce dva týmy po 25 mužích z jeho ozbrojených stráží, v Jonestownu se však vyskytoval několik dalších desítek vojáků z Guyany). Ti těsně před tím, než mělo letadlo vzlétnout, spustili palbu do posádky a lidí kolem letadla, a tou zabili pět lidí – senátora Ryana, jednoho fotografa, jednoho z odpadlíků od sekty, dva zpravodaje – kameramana a reportéra CBS Dona Harrise. Zvukař Steven Sung, který byl postřelen a který se zraněním ruky přežil, pak nahrál průběh následné tragédie.
Jones v předtuše následků tohoto činu nařídil členům své sekty hromadnou sebevraždu (otravou, pravděpodobně v nějakém nápoji), kterou část z nich opravdu provedla. Podle pozdějšího zvukového záznamu jednoho z vyšetřovatelů mělo ale 70–80 % obětí na svých tělech vpichy po injekčních jehlách a minimálně 150 z nich (pravděpodobně však více) střelná poranění. Ti, co se pokusili o útěk, byli zastřeleni ozbrojenci z řad Jonesovy sekty. Pouze několika málo se podařilo utéci do okolní džungle. Celá událost si vyžádala 915 obětí na lidských životech, z toho asi třetiny dětí. Mezi mrtvé přibyl i sám Jim Jones, ten se však neotrávil – byl nalezen s prostřelenou hlavou.
Tragédie byla objevena až o několik dnů později. Původní šok mohl být ještě vyšší, neboť první odhady mluvily pouze o 350 obětech; novější zprávy o Jonestownu toto číslo postupně zvyšovaly. Nalezená těla byla všechna tváří k zemi, u části z nich byly viditelné stopy po jejich vlečení po zemi. Těm, kteří si útěkem zachránili holý život, se během několika dní až týdnů podařilo dostat do Trinidadu, Panamy a nakonec zpět do Spojených států.

## Dodatek
Událost v Jonestown je citována jako největší masová sebevražda v moderní historii — kromě senátora Ryana a jeho doprovodu zemřelo 909 lidí z Chrámu lidu, včetně 276 dětí. Pozůstalí obětí většinou nesouhlasí s termínem sebevražda a jejich převládající názor je ten, že Jim Jones si smrt svých lidí vynutil pod pohrůžkou násilí ozbrojenců na jeho straně.
Tragédie v Jonestownu měla přímý vliv na jinou temnou událost moderních amerických dějin – masakr ve Waco z roku 1993, kdy podnětem pro přechod do její třetí fáze a převzetí iniciativy ze strany FBI byla právě obava z hromadné sebevraždy sekty Davidiánů.

### Audiovizuální dokumenty
- (anglicky) Jonestown: The Life and Death of Peoples Temple, režie Stanley Nelson
- (anglicky) Evidence of Revision V